# Haliaeetus sanfordi
El pigargo de las Salomón (Haliaeetus sanfordi) es una especie de ave accipitriforme de la familia Accipitridae que es endémica de las Islas Salomón.